# Lars Lindstrøm
 Der er for få eller ingen kildehenvisninger i denne artikel, hvilket er et problem. Du kan hjælpe ved at angive troværdige kilder til de påstande, som fremføres i artiklen.

Lars Lindstrøm (født 23. december 1978) er tidligere direktør i Dansk Atletik Forbund og tidligere sportschef og landstræner i orienteringsløb.
Lars Lindstrøm er vokset op i Vester Vedsted sydvest for Ribe, og er søn af tidligere målmand på kvindelandsholdet Birte Kjems, der var med til at vinde VM i kvindefodbold i 1971, og oldebarn til Olaf Kjems, der vandt OL Sølv i gymnastik ved OL 1912 i Stockholm.
Fra 2005 til 2019 var Lars Lindstrøm ansat i Dansk Orienterings-Forbund. Først som juniorlandstræner 2005-2010 og landstræner 2011-16, og sidenhen sportschef 2017-2019. Med Lars Lindstrøm som landstræner opnåede Dansk Orientering imponerende resultater, herunder 9 VM guld.
Maja Alm, Ida Bobach og Søren Bobach blev alle trænet af Lars Lindstrøm, specielt samarbejdet med Maja Alm var særlig succesfuldt med i alt 7 VM Guld i perioden 2015-2018. 
Lars Lindstrøm har tre gange været nomineret til Team Danmarks talentpris (2006, 2008 og 2009) og vandt prisen i 2009.